# 3824 Brendalee
3824 Brendalee је астероид главног астероидног појаса са средњом удаљеношћу од Сунца која износи 2,253 астрономских јединица (АЈ).
Апсолутна магнитуда астероида је 13,2.